# Alttrombone

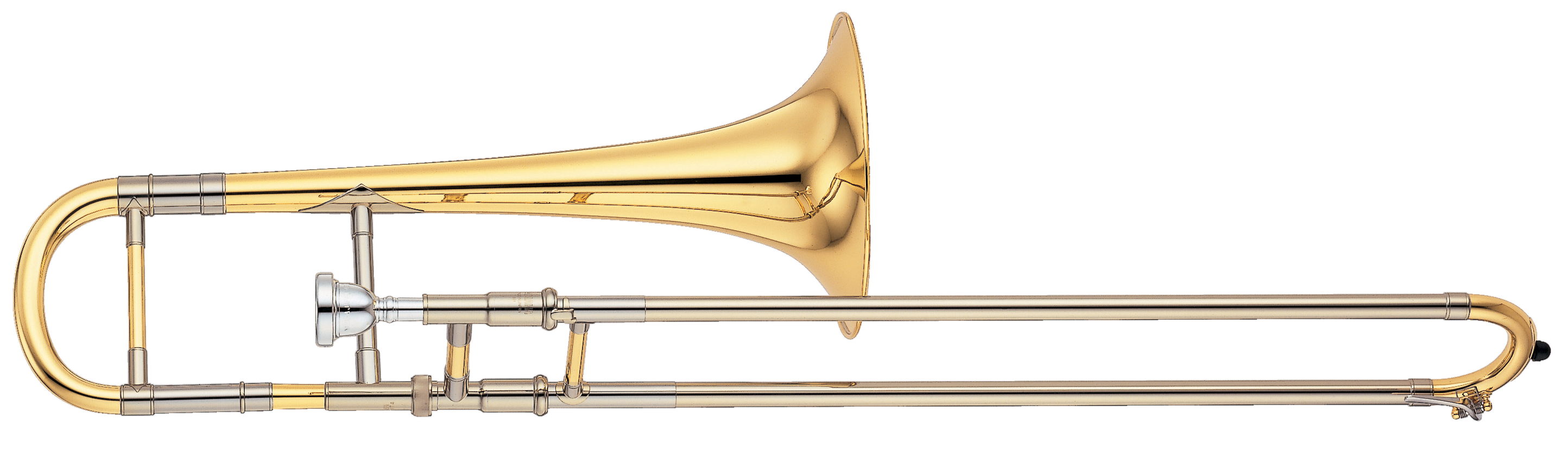
Alttrombone

Een alttrombone is een lid uit de familie der trombones. Hij staat in de stemming Es of F. Oudere modellen bestaan er ook in stemming D. Uit de traditie van voornamelijk de Duitstalige gebieden in Europa wordt de alttrombone al eeuwenlang gebruikt. Hij is een kleinere variant van de 'standaard' tenortrombone en wordt in bovengenoemde traditie altijd in een trio gebruikt, dus samen met een tenor- en een bastrombone.
Hoewel de alttrombone flink in de verdrukking is geraakt en grotendeels functioneel kan worden vervangen door de tenortrombone, is hij nog steeds in gebruik bij orkesten die een meer authentieke klank zoeken voor muziekstukken waarbij deze trio-opstelling van trombones voorgeschreven is. In orkesten die zich houden aan een volledig authentieke uitvoeringspraktijk, wordt gebruikgemaakt van kopieën van instrumenten uit de 16e en 17e eeuw. De bouw van deze semi-authentieke trombones beperkt de dynamische mogelijkheden flink, wat tot gevolg heeft dat deze trombones enorm geschikt zijn voor ondersteuning van zangstemmen. Heden ten dage wordt de alttrombone steeds vaker gebruikt, dit mede dankzij verbeteringen aan de bouw, waardoor stemmingsproblemen vrijwel niet meer voorkomen. Er wordt aan de alttrombone ook sporadisch een ventiel toegevoegd (meestal een secunde) waardoor trillers makkelijker worden gemaakt.
Hoewel de trombone vaak wordt aangeduid als schuiftrompet, is deze titel bestemd voor de sopraantrombone, welke de stemming van een trompet heeft en bespeeld wordt met een trompetmondstuk. De alttrombone wordt daarentegen bespeeld met een trombonemondstuk, met zogenoemde kleine boring.